# 窪田亮
窪田 亮（くぼた りょう、9月25日 - ）は、日本の男性声優。神奈川県出身。ぐるーぷ・インパクト所属。以前はブリングアップに所属していた。

## 出演

### テレビアニメ
- capeta（安達隼人（小学生篇））
- プレイボール（戸室）
- プレイボール2（戸室）
- ホイッスル!（五味薫）
- 遊☆戯☆王デュエルモンスターズGX（神田次男）

### 吹き替え
- ウィークエンダー（ディエゴ、トミー）
- 騎馬警官
- GO!GO!ジェット（ルーディ）
- サンダーストーン（クワン）
- ジャンヌダルク（エミール（子供時代））
- チャームド～魔女3姉妹（カイル・グウィディオン）
- 冒険!北極へ（マット）
- ワーストウイッチ～空飛ぶ魔女学校（チャーリー）

### ドラマCD
- お手討ち覚悟
- 危険な保健医カウンセラー
- プレイボール　サウンドトラック　「♪ありがとう」
- 寮長様とヒミツの契約

### 舞台
- 劇団アルターエゴ　各公演
- アルターエゴプロデュース ミュージカル 「マザー」
- パニックシアター
  - 「ハムレットの舞台裏」
  - 「ダ・ヴィンチは正しかった」
- わらびーず21「かみあわせ」 脚本・出演